# 阮福洪軃
阮福洪軃（越南语：／，1862年—1934年），字厚卿（越南语：／），阮朝宗室、官員。

## 生平
父親是錦川郡王阮福綿寄，洪軃襲封了錦鄉侯爵位。1897年，任清化提督。1901年，任掌衛一衛京兵。1906年，任都統一衛京兵。1916年，特進壯武將軍，中軍都統府掌府事。
此外，洪軃還在1906年成泰帝北巡時任扶輦大臣，1918年啓定帝巡視廣南風景時任留京大臣。

## 家庭
- 長子阮福膺𨉈，襲封助國卿[2]
  - 長孫阮福寶䠷，襲封佐國尉[2]
- 幼子阮福膺軉，襲封亭侯[2]